# Mix FM Blumenau
Mix FM Blumenau  é uma emissora de rádio brasileira concessionada em Indaial porém sediada em Blumenau, respectivamente cidades do estado de Santa Catarina  e cobrindo toda a Região Metropolitana do Vale do Itajaí. Opera no dial FM, na frequência 106.3 MHz, e é afiliada à Mix FM.

## História
A emissora iniciou suas operações em 2004 na frequência de 91.5 MHz sendo afiliada à Jovem Pan 2, porém tinha o sinal restrito para as cidades de Indaial, Blumenau e Timbó. A parceria durou até 2007, quando anunciou a afiliação com a Mix FM, antes disso a emissora recebeu aumento de potência e de classe de operação de C para A1, e consequentemente mudou de frequência, indo para os 106.3 MHz. A estreia oficial da Mix FM ocorreu no dia 1 de novembro de 2007, e já possuindo uma ampla cobertura regional, devido aos investimentos realizados meses atrás.
Em 2008, a Mix FM Blumenau foi uma das diversas emissoras do Vale do Itajaí que sofreram danos provocados pelas chuvas que atingiram o estado de Santa Catarina, ficando fora do ar na noite do dia 23. Exatamente um ano depois, a emissora voltou a sofrer com as chuvas na região, quando uma descarga elétrica atingiu a sua torre e interrompeu suas transmissões em 26 de novembro, deixando-a fora do ar até as 16h do dia seguinte.
Em agosto de 2011, a emissora anunciou o fim das operações da Mix FM Blumenau para o dia 1.º de setembro, devido o arrendamento da emissora à Rede Aleluia, comandada pela Igreja Universal do Reino de Deus. Com essa troca de afiliação, seus estúdios saíram do município de Indaial e passaram a funcionar em um templo da IURD no centro de Blumenau.
Em 30 de setembro de 2021, a emissora anunciou o fim do arrendamento para Rede Aleluia, promovendo assim a reestreia da Mix FM Blumenau para 11 de outubro.